# Chorebus oreoselini
Chorebus oreoselini är en stekelart som beskrevs av Griffiths 1967. Chorebus oreoselini ingår i släktet Chorebus och familjen bracksteklar. Inga underarter finns listade i Catalogue of Life.